# But contre son camp
 (novembre 2017).
Si vous disposez d'ouvrages ou d'articles de référence ou si vous connaissez des sites web de qualité traitant du thème abordé ici, merci de compléter l'article en donnant les références utiles à sa vérifiabilité et en les liant à la section « Notes et références ».
Un but contre son camp (autogoal ou own goal en anglais), souvent désigné par le sigle « c.s.c. » ou « CSC », est un terme sportif employé lorsqu'un joueur marque un but contre sa propre équipe, soit directement par maladresse ou soit en déviant malencontreusement un tir non cadré de l'équipe adverse.
Le joueur concerné est buteur pour l'équipe adverse. Certaines situations peuvent donner lieu à interprétation, comme dans le cas de déviations plus ou moins légères du ballon par un défenseur. Par exemple, un but résultant d'un tir cadré de l'équipe adverse, dévié non intentionnellement (rebondissement ou dégagement manqué) par un joueur dans les buts de sa propre équipe n'est normalement pas considéré comme un but contre son camp.
L'expression est notamment utilisée en football, mais peut aussi concerner d'autres sports d'équipes avec des buts comme le hockey sur glace.

## Au football
Bobby Stuart, défenseur anglais des années 1930 et 1940, détient le record du nombre de buts contre son camp inscrits en une saison d'English Football League avec cinq buts marqués contre l'équipe de Middlesbrough dont il est joueur lors de la saison 1934-1935.
La Coupe du monde de football de 2018 a connu une avalanche de buts contre son camp, au nombre de 12, dont le premier but contre son camp en finale de coupe du monde, inscrit par le Croate Mandzukić pour la France. Le record précédent était de 6 buts contre son camp, en 1998. Le championnat d'Europe de football 2020 est touché par le même phénomène, avec 11 buts contre son camp, sachant que le record précédent était de 3. Le total de buts contre son camp durant l'intégralité des éditions précédentes (9 buts) est dépassé.
Le 29 novembre 2018, l'Olympique de Marseille a marqué deux buts contre son camp, en faveur de son adversaire l'Eintracht Francfort (victoire du club allemand sur le score de quatre buts à zéro).
Un des buts contre son camp les plus rapides de l'histoire est inscrit en championnat allemand par Leon Goretzka du Bayern Munich en faveur du FC Augsbourg le 16 février 2019, celui-ci trompant en effet son propre gardien après seulement treize secondes de jeu.

## Au handball
Il est plus rare de voir un but contre son camp accordé au handball. Souvent, il s'agit d'une déviation par un joueur en position de défense.
On peut citer un cas qui s'est produit lors de la rencontre Argentine – Corée du Sud au cours du Championnat du monde féminin de handball 2015 lorsque la Coréenne Eun Heen Ryu tire en direction de la zone mais où l’Argentine Lucia Haro détourne en extension le ballon vers le but trompant son gardien.
D'autres situations plus cocasses peuvent arriver : au cours d'une rencontre en première division allemande Le gardien de but de HSG Wetzlar vient juste de célébrer un arrêt décisif et ne voit pas un défenseur qui lui fait une passe. 

## Au basket-ball
Lorsqu'il marque accidentellement dans le panier d'une équipe adverse (l'équivalent d'un « but contre son camp » au basket-ball), le panier est crédité à un joueur offensif. Un scénario typique de panier contre son camp se produit lorsqu'un joueur tente de bloquer un tir mais finit par envoyer lui-même le ballon dans le panier.
Dans le basket-ball universitaire affilié à la NCAA, les règles stipulent : « Lorsqu'un joueur marque un panier dans le panier de l'adversaire, il comptera deux points pour l'adversaire, quel que soit l'emplacement sur le terrain de jeu d'où il a été relâché. Un tel panier ne doit pas être crédité à un joueur dans le livre de marque mais doit être indiqué par une note de bas de page. »
Dans les règles de la NBA, le panier est crédité à l'attaquant qui est le plus proche du tireur défensif et il est mentionné dans une note de bas de page.
Selon les règles de la FIBA, le joueur désigné capitaine est crédité du panier . La FIBA interdit de marquer volontairement dans son propre panier, : en coupe d'Europe FIBA, un joueur du BC Tsmoki-Minsk a inscrit volontairement un panier contre son camp pour tenter d'emmener son adversaire AEK Larnaca en prolongation et pouvoir creuser un écart plus favorable ; le point n'a pas été accordé.

## Au rugby

### Impossibilité pour un essai
Il est impossible au rugby de marquer un essai contre son camp : si un joueur aplatit le ballon dans son propre en-but, l'arbitre doit procéder à une mêlée à 5 mètres avec introduction adverse si c'est l'équipe qui défend qui a fait rentrer le ballon dans son en-but ou renvoi à 22 mètres si c'est l'équipe adverse. En effet, le toucher à terre est parfaitement valide, peu importe l'équipe à qui appartient le joueur qui exerce la pression de bas en haut sans commettre de faute. Par ailleurs, un drop n'est comptabilisé que si le joueur fait passer le ballon entre les poteaux de l'équipe adverse.
En octobre 2014, un essai contre son camp a pu être validé lors d'un match de la première ligue australienne opposant les Sydney Stars au North Harbour Rays mais il s'agissait d'une erreur d'arbitrage en raison des maillots qui se ressemblaient. L'essai a été crédité au joueur adverse selon la fiche de match.
En Rugby Championship, un essai a été validé le 24 septembre 2022 par l'Australien Angus Bell face à la Nouvelle-Zélande ; l'essai a toutefois été attribué au néo-zélandais Sam Whitelock.

### Cas de la transformation
Une transformation est validée si le ballon passe au-dessus de la barre transversale entre les deux poteaux sans avoir touché au préalable le sol ou un coéquipier. Si un joueur adverse à celui qui tente la transformation la dévie de telle sorte que la transformation est valide même si le ballon n’en prenait pas le chemin, alors les deux points de la transformation sont accordés, on peut donc parler de contre-son-camp dans ce cas-là même si les points sont attribués au joueur ayant tiré la transformation.